# Aquaria
Aquaria är ett symphonic power metal-band, startat år 1999, i Rio De Janeiro (Brasilien). Tidigare var de kända som "Uirapuru", under detta namn släppte bandet två demon: Here Comes The Life och Flames Of Trinity. 2005, släpper bandet sin debutplatta Luxaeterna via skivbolagen Scarecrow Records och Marquee Avalon. 2007, släpps bandets andra platta Shambala, vilken var inspelad i Japan under månaden september. År 2010 splittrades bandet men är sedan 2017 återförenade. 

## Medlemmar
Senaste medlemmar
- Vitor Veiga – sång (2002, 2006–2010, 2017–)
- Alberto Kury – keyboard (2002–2010, 2017–)
- Fernando Giovannetti – basgitarr (2002–2010, 2017–)
- Luciano de Souza – gitarr (2017–)
- Thomás Martinoia – trummor (2018)

Tidigare medlemmar
- Bill Hudson – gitarr
- Bruno W. Agra – trummor (2002–2007)
- Leandro Gomes – gitarr (2002–2006; död 2010)
- Rick Mour – gitarr (2002–2006)
- Leandro Caçoilo – sång (2002)
- Roberto Scripilitti – gitarr (2006–2010)
- Gustavo Di Pádua – gitarr (2007–2010)

## Diskografi
Demo (som Uirapuru)
- Here Comes The Life (2001)
- Flames Of Trinity (2002)

Studioalbum
- Luxaeterna (2005)
- Shambala (2007)
- Alethea (2020)

Singlar
- Xmasong (2017)
- The Time Traveller (2020)
- The Miracle (2020)